# 브워히
브워히(폴란드어: Włochy)는 폴란드 바르샤바 남서쪽에 위치한 구다.